# Hadena conspersa
Hadena conspersa là một loài bướm đêm trong họ Noctuidae.